# Антиядерний рух у Франції

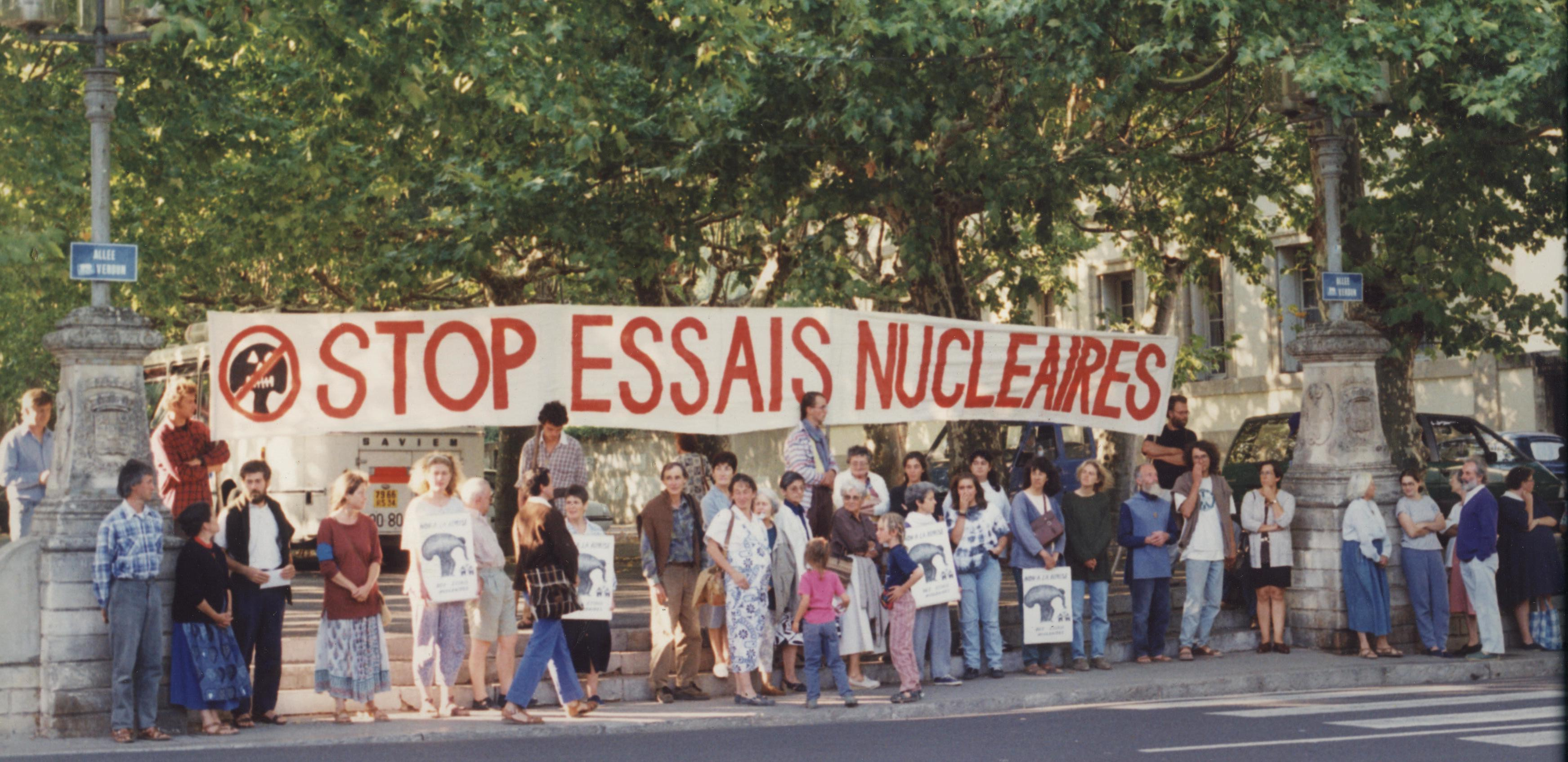
Демонстрація проти ядерних випробувань, Ліон, Франція, 1980-ті роки

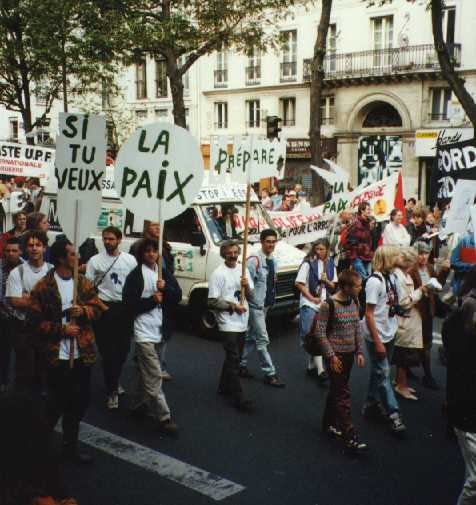
Демонстрація проти французьких ядерних випробувань — Париж, 1995 рік

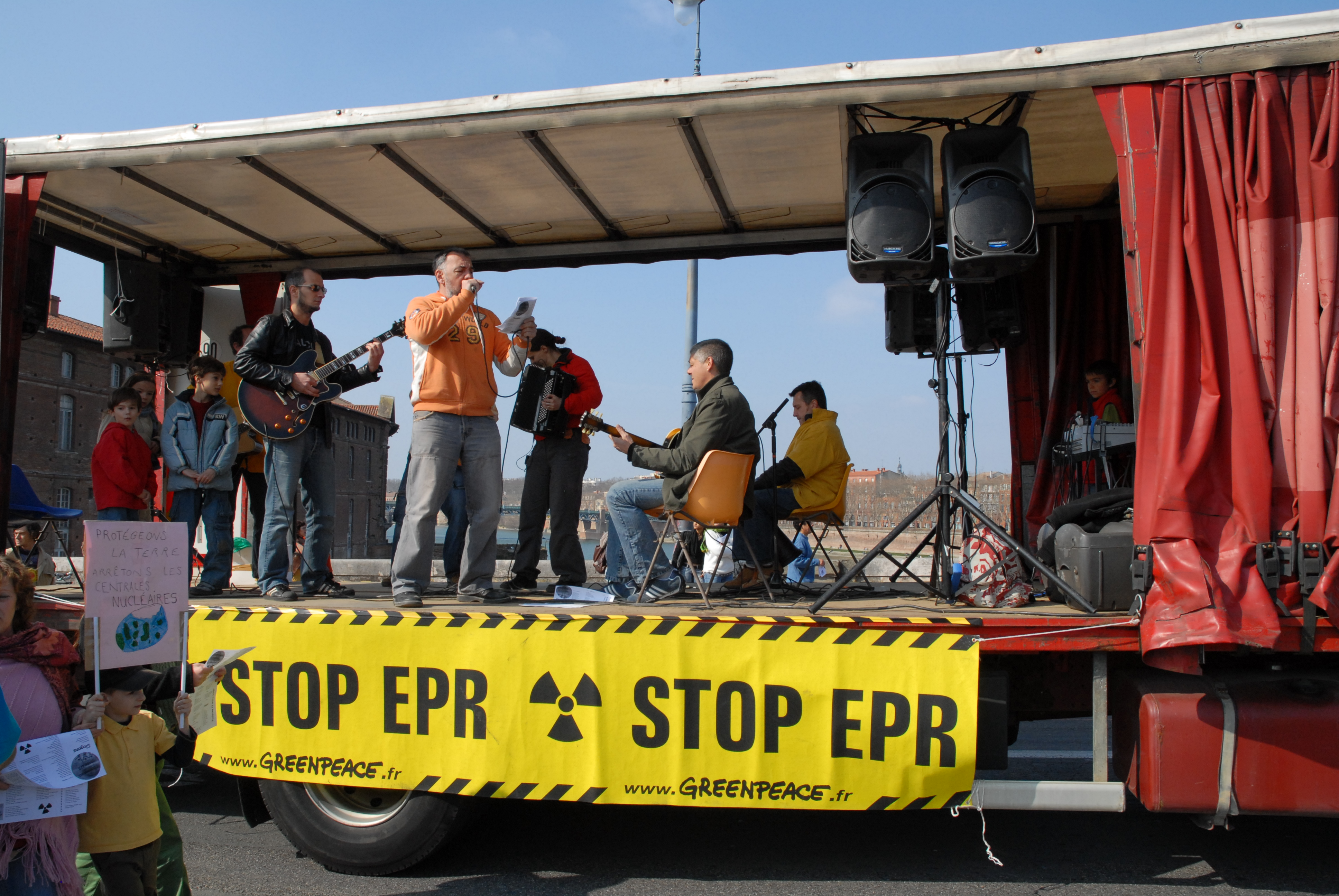
Сцена протесту проти побудови нового Європейського атомного реактору — Тулуза, 2007 рік

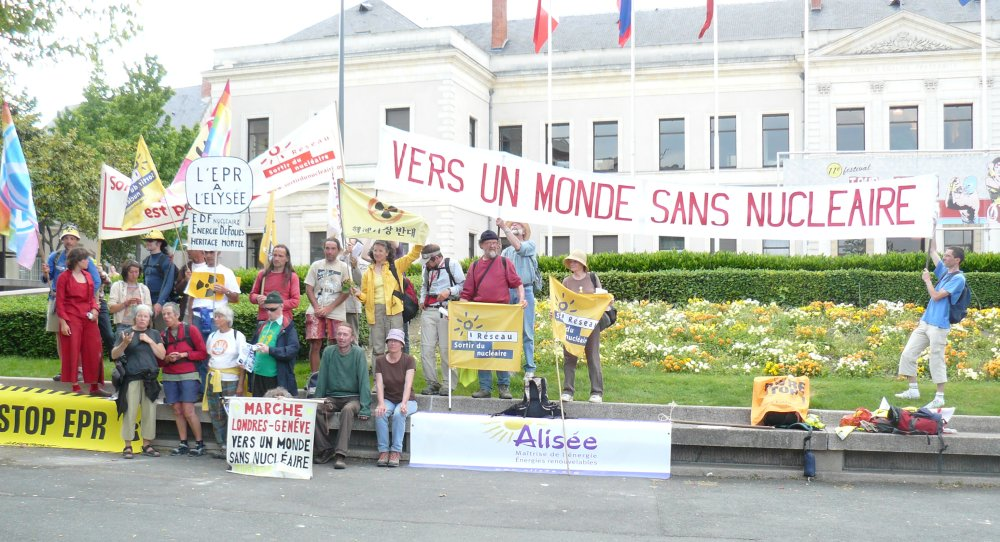
Антиядерний марш з Лондона до Женеви, 2008 рік

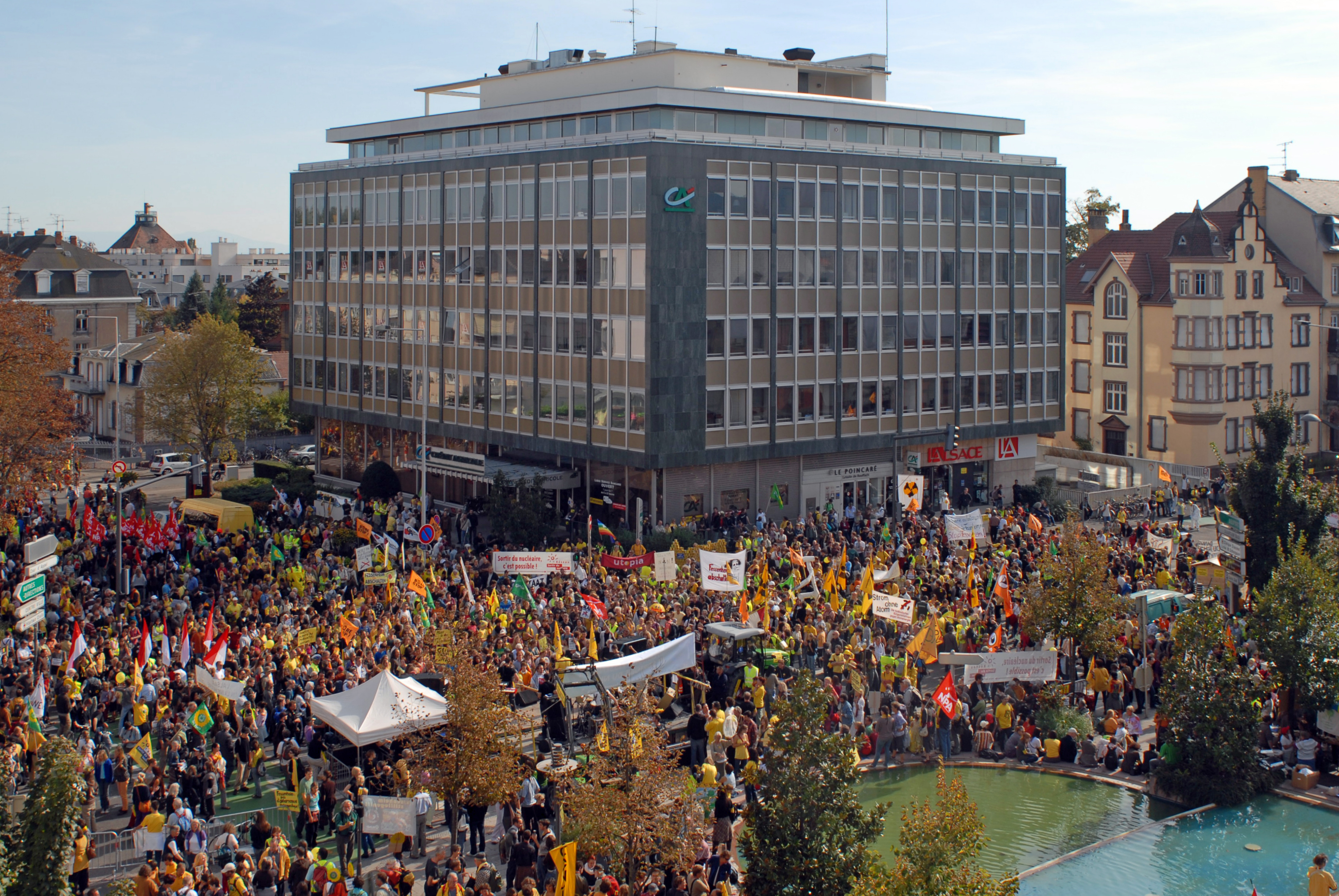
Антиядерні протести у Кольмарі, 3 жовтня 2009 року

Антиядерний рух у Франції — громадсько-політичний рух у Франції, що складається з суспільних організацій, комітетів, політичних груп і виступає за заборону використання ядерної енергетики на території Франції. Історія цього руху бере свій початок у 1970-х роках із великої кількості антиядерних протестів і демонстрацій. Нещодавно відбулась серія екологічних заходів, які проводились, в основному, організаціями Greenpeace та Sortir du nucléaire, метою яких було примусити владу провести інспекцію на об'єктах компанії Areva — ядерного гіганта країни.

## Історія
Опозиція до ядерної зброї у Франції завжди була досить слабкою, адже вона розглядалась як символ і, водночас, гарантія національної безпеки. Сильна антиядерна опозиція з'явилась після виникнення у Франції ядерної енергетики, «як реакція на централізаторську політику Французької держави і технократичні тенденції сучасного суспільства».
Франція розпочала програму з ядерної енергетики у 1950-х роках і анонсувала побудову реактора на легкій воді у 1969 році компанією Westinghouse. Після нафтової кризи 1973 року уряд оголосив про різьке збільшення частки електроенергії, виробленої на ядерних електростанціях. Ці важливі для країни рішення були повідомлені як доконаний факт, виключаючи тим самим можливість конструктивного громадського обговорення чи парламентських дебатів. Із появою позапарламентської опозиції, громадських організацій та політичних комітетів, у 1970-х роках відбувся ряд великих і драматичних антиядерних демонстрацій і протестів у Франції.
У 1971 році близько 15,000 людей вийшли на демонстрації проти планів французького уряду розмістити першу атомну електростанцію на легкій воді у місті Бюге. Це була перша акція із серії масових протестів, організованих майже біля кожної, запланованої до будівництва, атомної електростації, аж до масової демонстрації поблизу атомної станції Суперфенікс у 1977 році, яка закінчилась насильством. У період з 1975 по 1977 рік близько 175,000 людей взяли участь у десяти демонстраціях проти використання ядерної енергетики.
Після Чорнобильської катастрофи у 1986 році, рівень радіації був більшим, ніж передбачалось, і деякі фермери у східній частині Франції були змушені знищувати урожай салату і капусти.

## Останні події
У січні 2004 року близько 15,000 протестувальників пройшли пішою ходою у Парижі, протестуючи проти планів побудови нового покоління ядерних реакторів, зокрема Європейського атомного реактора (ЕРА). У тому ж році протестувальник Себаст'ян Бріа був збитий поїздом, який перевозив радіоактивні відходи.
У 2005 році тисячі демонстрантів, що брали участь у протестах, присвячених 19-й річниці Чорнобильської катастрофи, вимагали покласти край планам уряду по будівництву атомної станції у Західній Франції.
17 березня 2007 року відбулися протести, організовані Sortir du nucléaire (геть ядерну енергетику), які одночасно пройшли у п'яти французьких містах — Ренн, Ліон, Тулуза, Ліль та Страсбург, проти будівництва ЄАР. 
26 квітня 2007 року (на 21 річницю Чорнобильської катастрофи) близько 30-ти протестувальників заблокували під'їзди і прикували себе до дверей заводу у Фламенвілі, деякі з них пробули там більше доби. Навпроти входу була припаркована вантажівка, яка блокувала в'їзд-виїзд з АЕС. 
2008 року двадцять активістів Greenpeace заблокували будівництво нового ядерного реактора у Фламанвілі на 50 годин. У липні 2008 року сталась серія збоїв на атомній станції у Трікастіні, і французьке відділення Greenpeace подала два судові позови, щоб одержати більше інформації про ці випадки. У серпні 2008 року Sortir du nucléaire заявив, що радіоактивні викиди підприємств компанії Areva представляють серйозну загрозу і вимагав офіційної перевірки на цих підприємствах.

## Місцеві групи
У Аквітанії місцева екологічна організація TchernoBlaye продовжує протестувати проти роботи атомної електростанції у Блейє.